# Bonania
Bonania é um género botânico pertencente à família Euphorbiaceae.

## Sinonímia
- Hypocoton Urb.

## Espécies
Composto por 21 espécies:
| - Bonania acunae - Bonania adenodon - Bonania cubana - Bonania cubensis - Bonannia dissecta - Bonania domingensis - Bonania elliptica | - Bonania emarginata - Bonania erythrosperma - Bonannia graeca - Bonania linearifolia - Bonania microphylla - Bonania myricifolia - Bonania nipensis | - Bonannia nitida - Bonannia nudicaulis - Bonannia officinalis - Bonannia resinifera - Bonannia resinosa - Bonania spinosa - Bonania suborbiculata |

## Nome e referências
Bonannia  A.Rich.